# Parszelewo
Parszelewo – dawna wieś. Tereny, na których leżała, znajdują się obecnie na Białorusi, w obwodzie witebskim, w rejonie miorskim, w sielsowiecie Powiacie.

## Historia
W czasach zaborów w gminie Druja, w powiecie dzisieńskim, w guberni wileńskiej Imperium Rosyjskiego. Pod koniec XIX wieku należał do dóbr Stajki, własność Miłoszów.
W latach 1921–1945 wieś leżała w Polsce, w województwie wileńskim, w powiecie dziśnieńskim, od 1926 w powiecie brasławskim, w gminie Druja.
Według Powszechnego Spisu Ludności z 1921 roku zamieszkiwały tu 24 osoby, wszystkie były wyznania rzymskokatolickiego i zadeklarowały polską przynależność narodową. Było tu 6 budynków mieszkalnych. W 1931 w 8 domach zamieszkiwały 34 osoby.
Wierni należeli do parafii rzymskokatolickiej w Drui. Miejscowość podlegała pod Sąd Grodzki w Drui i Okręgowy w Wilnie; właściwy urząd pocztowy mieścił się w Drui.